# Эхо (фильм, 2008)
«Эхо» (англ. The Echo) — американский ремейк 2008 года филиппинского фильма ужасов 2004 года «Sigaw» («Крик», на русском также известен как «Эхо»). Режиссёр и сценарист оригинального фильма Ям Ларанас также выступил режиссёром и ремейка, сценарий же написал Эрик Бернт.

## Сюжет
Главный герой фильма, Бобби, условно досрочно освободился из тюрьмы, где отбывал наказание за убийство. Поселился он в квартире, в которой жила и умерла его мать, пока он сидел в тюрьме. Бобби удалось устроиться на работу механиком в автосервис. Он пытается восстановить отношения со своей бывшей девушкой Алисой, защищая которую он и совершил убийство.
От управдома Бобби узнаёт, что его мать заперлась в своей квартире за неделю до смерти. Тем временем он начинает слышать странные шумы, находит кровь в своей квартире и странную аудиозапись. Его соседи, офицер полиции и его жена, постоянно громко и жестоко ссорятся, так что Бобби даже приходится вызвать полицию, так как он опасается за их маленькую дочь.

## Роли
- Джесси Брэдфорд — Бобби
- Амелия Уорнер — Алиса
- Карлос Леон[англ.] — Эктор
- Иса Кальсадо[англ.] — Джина
- Кевин Дюранд — Уолтер
- Луиз Линтон — Кэти
- Джэми Блох — Карли
- Прюитт Тэйлор Винс[англ.] — Джозеф
- Джэйн Иствуд[англ.] — Люсиль Хименес